# 筧十藏
筧十藏，又名筧政右衛門、金六郎、掛飛十藏，真田十勇士之一。擅使种子岛火绳枪，是當時日本戰國的槍砲名家之一。
據說是幸村小姓（侍從）筧十兵衛之子，遵守父親之言為真田家盡忠。也有說十藏本是蜂須賀家家臣，因敬仰幸村而出奔並成為真田家家臣。　